# 隆基绿能
隆基绿能科技股份有限公司（上交所：601012，简称：隆基绿能），前称隆基股份，总部位于中华人民共和国陕西省西安市，是一家制造单晶太阳能光伏材料、光伏发电设备、太阳能电站系统等产品的企业。

## 沿革
隆基股份起源于兰州大学学生钟宝申、李振国、李春安等人，在兰州大学校长江隆基的塑像前约定，今后出去做企业，就取名叫“隆基”，以此来表达对老校长的敬仰之情。毕业后，这批同学陆续创办了一系列命名为“隆基”的企业。2000年，李振国创办了西安新盟电子科技有限公司，并邀请当年同学相聚于此。创办之初，公司主营半导体级单晶硅材料的开发、制造与销售。2006年，西安新盟电子科技有限公司正式更名为西安隆基硅材料有限公司，次年成為西安隆基硅材料股份有限公司（隆基股份）。2012年，公司在上交所主板挂牌上市。2017年，公司更名为隆基绿能科技股份有限公司。2022年5月16日，隆基股份变更为隆基绿能。